# Liste der Kulturdenkmäler in Holzburg (Schrecksbach)
Die folgende Liste enthält die in der Denkmaltopographie ausgewiesenen Kulturdenkmäler auf dem Gebiet des Ortsteils Holzburg der  Stadt Schrecksbach, Schwalm-Eder-Kreis, Hessen.
Hinweis: Die Reihenfolge der Denkmäler in dieser Liste orientiert sich an der Anschrift, alternativ ist sie auch nach der Bezeichnung oder der Bauzeit sortierbar.
Kulturdenkmäler werden fortlaufend im Denkmalverzeichnis des Landes Hessen durch das Landesamt für Denkmalpflege Hessen auf Basis des Hessischen Denkmalschutzgesetzes (HDSchG) geführt. Die Schutzwürdigkeit eines Kulturdenkmals hängt nicht von der Eintragung in das Denkmalverzeichnis des Landes Hessen oder der Veröffentlichung in der Denkmaltopographie ab.

| Bild                                    | Bezeichnung                                | Lage                                           | Beschreibung | Bauzeit                | Daten |
| --------------------------------------- | ------------------------------------------ | ---------------------------------------------- | ------------ | ---------------------- | ----- |
| Bild gesucht BW                         | Gesamtanlage Holzburg                      | Lage                                           |              | Frühes 20. Jahrhundert |       |
| Bild gesucht BW                         | Wohnhaus Alsfelder Straße 10               | Alsfelder Straße 10 LageFlur: 7, Flurstück: 41 |              | 1906                   |       |
| Bild gesucht BW                         | Hofanlage Brunnenstraße 1                  | Brunnenstraße 1 LageFlur: 1, Flurstück: 72/2   |              | Frühes 20. Jahrhundert |       |
| Bild gesucht BW                         | Hofanlage Brunnenstraße 2                  | Brunnenstraße 2 LageFlur: 1, Flurstück: 45     |              | Spätes 18. Jahrhundert |       |
| Bild gesucht BW                         | Fachwerkscheune Brunnenstraße 3            | Brunnenstraße 3 LageFlur: 1, Flurstück: 79/1   |              | 1749                   |       |
| Bild gesucht BW                         | Haupthaus einer Wohnanlage Brunnenstraße 4 | Brunnenstraße 4 LageFlur: 1, Flurstück: 62     |              | um 1900                |       |
| Bild gesucht BW                         | Ernhaus Brunnenstraße 5                    | Brunnenstraße 5 LageFlur: 1, Flurstück: 68     |              | 1831                   |       |
| Bild gesucht BW                         | Ernhaus Brunnenstraße 7                    | Brunnenstraße 7 LageFlur: 1, Flurstück: 67     |              | 1808                   |       |
| Bild gesucht BW                         | Ehemaliger Pfarrhof                        | Brunnenstraße 11 LageFlur: 1, Flurstück: 58    |              | 1802                   |       |
| Evangelische Pfarrkirche                | Evangelische Pfarrkirche                   | Burgstraße LageFlur: 1, Flurstück: 1           |              | 1789/90                |       |
| Bild gesucht BW                         | Fachwerkhaus Burgstraße 12                 | Burgstraße 12 LageFlur: 1, Flurstück: 2/2      |              | Frühes 19. Jahrhundert |       |
| Bild gesucht BW                         | Hofanlage Burgstraße 13                    | Burgstraße 13 LageFlur: 1, Flurstück: 13/1     |              | 1820                   |       |
| Bild gesucht BW                         | Wohnhaus Burgstraße 19                     | Burgstraße 19 LageFlur: 3, Flurstück: 55       |              | Frühes 19. Jahrhundert |       |
| Direkt Bild zu diesem Denkmal hochladen | Haupthaus einer Hofanlage Hauptstraße 17   | Hauptstraße 17 Flur: 1, Flurstück: 57          |              | 1809                   |       |
| Bild gesucht BW                         | Hofanlage Steinweg 1                       | Steinweg 1 LageFlur: 71/1, Flurstück:          |              | 1                      |       |
| Direkt Bild zu diesem Denkmal hochladen | Ernhaus Steinweg 3                         | Steinweg 3                                     |              | Spätes 18. Jahrhundert |       |